# Zanata (futebolista)
Roberto da Silva Pinheiro, conhecido por Zanata (Rio de Janeiro, 5 de julho de 1958) é um treinador e ex-futebolista brasileiro, que atuava como lateral-direito. Atualmente, está sem clube.
Ganhou o apelido devido à semelhança com o outro futebolista Zanata.
Zanata foi o primeiro ala do futebol brasileiro. Com característica bastante ofensiva, tinha como ponto forte o cruzamento para a área.

## Carreira

### Como jogador
Na infância, atuou pelo Flamengo, Portuguesa-RJ e Botafogo, seu time de coração.
Depois de profissionalizado, passou por Vitória, Inter de Limeira, São Bento de Sorocaba, Paysandu, até chegar ao Catuense, da Bahia, em 1981.
Entre 1983 e 1984, trabalhou no gabinete do deputado e cantor Agnaldo Timóteo em Brasília.
Posteriormente, decidiu retomar a carreira na própria Catuense, onde atuou entre 1984 e 1985.
Contratado juntamente com Bobô, o ápice de sua carreira foi no período que integrava o elenco do time Bahia, entre 1986 e 1987, fazendo parceria ofensiva com Bobô e Cláudio Adão, ocasião em que foi convocado para a Seleção Brasileira.
No segundo semestre de 1988, se transferiu para o Palmeiras, contratado junto ao Bahia por 20 milhões de cruzados mais o passe do centroavante Hélio. No clube, atuou em 23 jogos e marcou 2 gols.
Em 1989, atuou pelo Atlético Mineiro, onde disputou 33 jogos e marcou 9 gols.
Após passagem pelo Bangu, em 1990, também passou pelo Flamengo, onde fez 32 jogos e marcou 2 gols.
Defendeu também outros grandes clubes: Catuense, Vasco da Gama, Fluminense e Moto Club, além de atuar também fora do Brasil.

### Como treinador
Trabalhou como auxiliar técnico no Fluminense, até que em 2007 iniciou a carreira de treinador.
Obteve sucesso comandando vários clubes no interior da Bahia - entre esses estão; Feirense, Serrano, Colo-Colo, Atlético de Alagoinhas e Fluminense de Feira. Este último conseguiu salvar por duas vezes do rebaixamento, em 2007 e 2012, além de outra passagem em 2009.
Em março de 2013. assumiu o Lagarto, do Sergipe.
Entre 2014 e 2015, Zanata se afastou do futebol para a realização de viagens à Europa, onde dedicou-se a cursos para aperfeiçoamento da profissão.
Em fevereiro de 2016, foi anunciado como treinador do Icasa para a disputa do Campeonato Cearense da primeira divisão e Campeonato Brasileiro da Série D.
Em julho de 2017, reportagens deram conta de que o ex-lateral Zanata, estava passando por dificuldades financeiras. Morando no bairro de Irajá, na periferia do Rio de Janeiro, com a filha de 11 anos. Seu último emprego de técnico de futebol foi no primeiro semestre de 2016, quando comandou o Icasa, do Ceará. Demitido, ele alegou que até o momento da reportagem, não havia recebido o dinheiro da rescisão.
Em 2018, o Bahia criou um projeto chamado Dignidade aos Ídolos do qual o ex-atleta Zanata foi contemplado pelo projeto e receberia a ajuda de um salário mínimo.

## Títulos
Bahia
- Campeonato Baiano: 1986, 1987 e 1988

Atlético-MG
- Campeonato Mineiro: 1989

Flamengo
- Copa do Brasil: 1990